# Meu Talismã
"Meu Talismã" é uma canção da cantora e compositora brasileira Iza, lançada em 23 de agosto de 2019 pela Warner.[carece de fontes?] A canção, composta por Iza, Ruxell, Pablo Bispo e Sérgio Santos, e produzida pelos três últimos sob o nome de Dogz, é uma balada de R&B. A música deu nome aos fãs da cantora, intitulados de "Talismãs".

## Composição
A letra fala sobre como o amor está nas coisas simples da vida. Iza contou que a letra de "Meu Talismã" foi inspirada em seus pais, de recordações da época que eles moravam juntos em Olaria, lugar onde a cantora nasceu.

## Videoclipe
O clipe conta o dia a dia de um casal da zona norte do Rio, nele Iza trabalha em um salão de beleza, tira a roupa do varal com o marido, interpretado pelo ator Breno Santos, e aproveita a noite carioca. Teve direção de Felipe Sassi.   
 Iza foi elogiada pela midia por não esteriotipar os moradores, ao contrário de muitos clipes gravados em comunidades onde sexualizam as mulheres da região, a cantora explicou que possui muito respeito pelos moradores e sabe que a vivência do dia a dia não é como muitos mostram. Peças usadas no clipe como a guitarra e a moto foram vendidas e revertidas para instituições sociais.

## Performance comercial
"Meu Talismã" entrou nas paradas de sucesso brasileiras auditada pela Crowley na posição de número 90, obtendo 356 execuções nas rádios durante a semana dos dias 09 de setembro à 13 de setembro de 2019. Após subir duas posições na semana seguinte, a canção caiu para a posição de número 96. Em sua quarta semana, a canção teve uma subida para a posição de número 78, obtendo 420 execuções semanais. A canção alcançou o seu pico em sua oitava semana, onde obteve 499 execuções, subindo para a posição de número 72.

## Apresentações ao vivo
A cantora apresentou a canção na televisão no Encontro com Fátima Bernardes.

## Desempenho nas tabelas musicais
| Tabela musical (2019)           | Melhor posição |
| ------------------------------- | -------------- |
| Brasil (Brasil Hot 100 Airplay) | 72             |
| Brasil (Top 10 Pop Nacional)    | 3              |